# 드루크 에어
드루크 에어(영어: Druk Air)는 부탄의 항공사로 파로 공항이 허브 공항으로 1981년 4월에 설립되어 1983년 2월부터 취항을 시작했으며 본사는 부탄 파로에 위치해 있다.

## 역사
1981년 4월 5일 로열 부탄 항공(영어: Drukair-Royal Bhutan Airlines)으로 설립했다. 1983년 최초로 국제선 노선이 신설되어 인도 콜카타에 취항을 했으며 1986년에 방글라데시에 취항을 했다. 1997년 미얀마에 취항을 했으며 2005년부터 부탄 전 지역에 헬리콥터 서비스가 개시되었다.

## 운항 노선
- 2020년 5월 기준으로 드루크 에어는 다음과 노선을 운항하고 있다.

## 보유 기종
- 2019년 10월 기준으로 드루크 에어는 다음과 같이 보유하고 있다.

## 사건 및 사고
- 2016년 4월 16일, 파로에서 구와하티를 거쳐 방콕으로 가는 드루크 에어 140편은 구와하티로 접근하던 중 폭풍우를 뚫고 비행하다 파손됐다. 언덕을 넘어 구와하티로 내려오던 중 우박으로 인해 항공기의 앞 부분에 구멍이 났었지만, 안전하게 착륙했고, 사망자는 보고되지 않았다.